# Gilberto Velho
Gilberto Cardoso Alves Velho (Río de Janeiro, 15 de mayo de 1945 - Río de Janeiro, 14 de abril de 2012) fue un antropólogo brasileño, pionero de la Antropología Urbana en el país.
Graduado en Ciencias Sociales por el Instituto de Filosofía y Ciencias Sociales de la Universidad Federal de Río de Janeiro (1968). Maestro en Antropología Social también por la UFRJ (1970). Se especializó en Antropología Urbana y de las Sociedades Complejas en la Universidad de Tejas, en Austin (1971). Doctor en Ciencias Humanas por la Universidad de São Paulo (1975).
Actuó en las áreas de Antropología Urbana, Antropología de las Sociedades Complejas y Teoría Antropológica. Además de varios cargos académicos, como coordinador del PPGAS del Museo Nacional y jefe de Departamento de Antropología, fue presidente de la Asociación Brasileña de Antropología - ABA (1982-84), presidente de la Asociación Nacional de Polvos-Graduação e Investigación en Ciencias Sociales - ANPOCS (1994-96) y vicepresidente de la Sociedad Brasileña para el Progreso de la Ciencia (1991-93).
Fue miembro del Consejo Consultivo del Instituto del Patrimonio Histórico y Artístico Nacional (1983-93), habiendo sido relator del primero tombamento de terreiro de candomblé realizado en Brasil - Casa Branca, en Salvador. Fue también miembro del Consejo Federal de Cultura (1987-88).
En 2000 se hizo miembro titular de la Academia Brasileña de Ciencias. Fue agraciado con la Grã-Cruz de la Orden Nacional del Mérito Científico (2000) y con la Comenda de la Orden de Río Blanco (1999). Fue colaborador y profesor visitante en varias universidades brasileñas y extranjeras.
Orientó cerca de 100 dissertações de máster y tesis de doutorado.
Hasta su muerte, era profesor titular y decano del Departamento de Antropología del Museo Nacional de la UFRJ

## Obras publicadas
- 2002: "Mudança, Crise e Violência: política e cultura no Brasil contemporâneo" (Civilização Brasileira) - en portugués.[2]
- 1998: "Nobres & Anjos: um estudo de tóxicos e hierarquia" (Editora FGV) - en portugués[3]
- 1994: "Projeto e Metamorfose: antropologia das sociedades complexas" (Zahar) - en portugués[4]
- 1992: "Duas Conferências" / Coautoría con Otávio Velho (Editora de la UFRJ) - en portugués
- 1986: "Subjetividade e Sociedade: uma experiência de geraçao" (Zahar) - en portugués
- 1981: "Individualismo e Cultura: notas para uma antropologia da sociedade contemporânea" (Zahar) - en portugués
- 1973: "A Utopia Urbana: um estudo de antropologia social" (Zahar) - en portugués

### Como organizador
- 2010: "Juventude contemporânea: culturas, gostos e carreiras" / Con Luiz Fernando Días Duarte (7Letras) - en portugués[5]
- 2009: "Gerações, família, sexualidade" / Con Luiz Fernando Días Duarte (7Letras) - en portugués[6]
- 2008: "Río de Janeiro: cultura, política e conflito" (Zahar) - en portugués
- 2006: "Artifícios e Artefatos: entre o literário e o antropológico" / Con Gilda Santos (7 Letras) - en portugués[7]
- 2005: "Ciencia e estudos de violência" (Academia Brasileña de Ciencias) - en portugués.
- 2003: "Pesquisas Urbanas: desafíos do trabalho antropológico" / Con Karina Kuschnir (Zahar) - en portugués
- 2001: "Meditação, Cultura e Política" / Con Karina Kuschnir (Aeroplano Editora) - en portugués[8]
- 1999: "Antropología Urbana: cultura e sociedade no Brasil e em Portugal" (Zahar) - en portugués
- 1996: "Cidadania e Violência" (Ed. FGV) / Con Marcos Alvito - en portugués
- 1981: "Família, psicologia e sociedade" (Campus) / Con Sérvulo Figueira - en portugués.
- 1980: "O Desafio da Cidade: novas perspectivas da antropologia brasileira" (Campus) - en portugués.
- 1977: "Arte e Sociedade: ensaios de sociologa da arte" (Zahar) - en portugués
- 1974: "Desvio e Divergência: uma crítica da patologia social" (Zahar) - en portugués
- 1966, 1967 y 1968: "Sociologia da Arte" (Jorge Zahar Editores) - en portugués.